# Vasi Volán
A Vasi Volán Zrt. közúti személy- és árufuvarozással foglalkozó vállalkozás, amely részvénytársasági formában működött. Az Északnyugat-magyarországi Közlekedési Központ egyik jogelődje.

## Története
- Az állami vállalatot 1949-ben hozták létre.

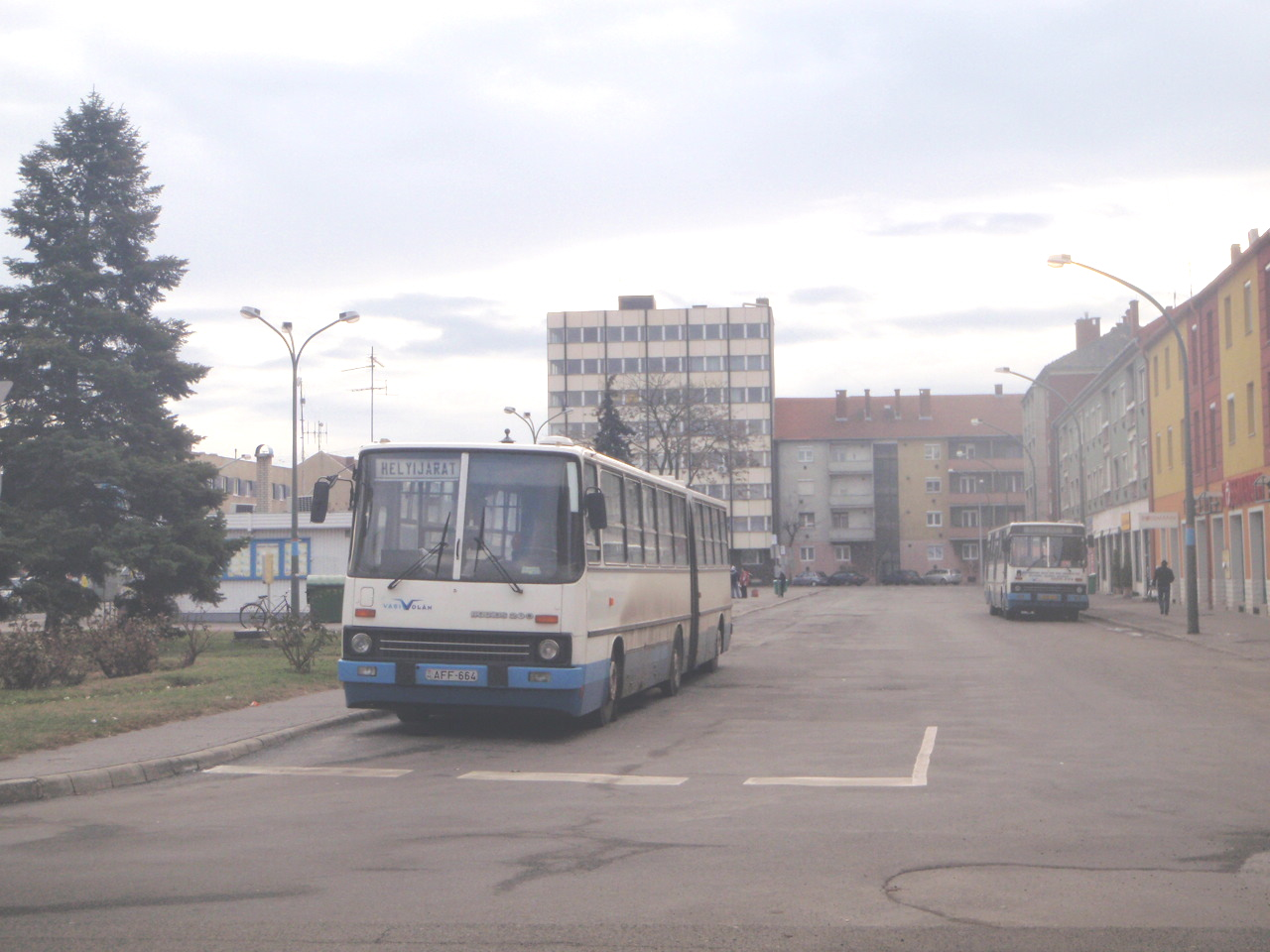
Szombathely: helyijáratú autóbuszok végállomása a vasútállomás előtt, az Éhen Gyula téren

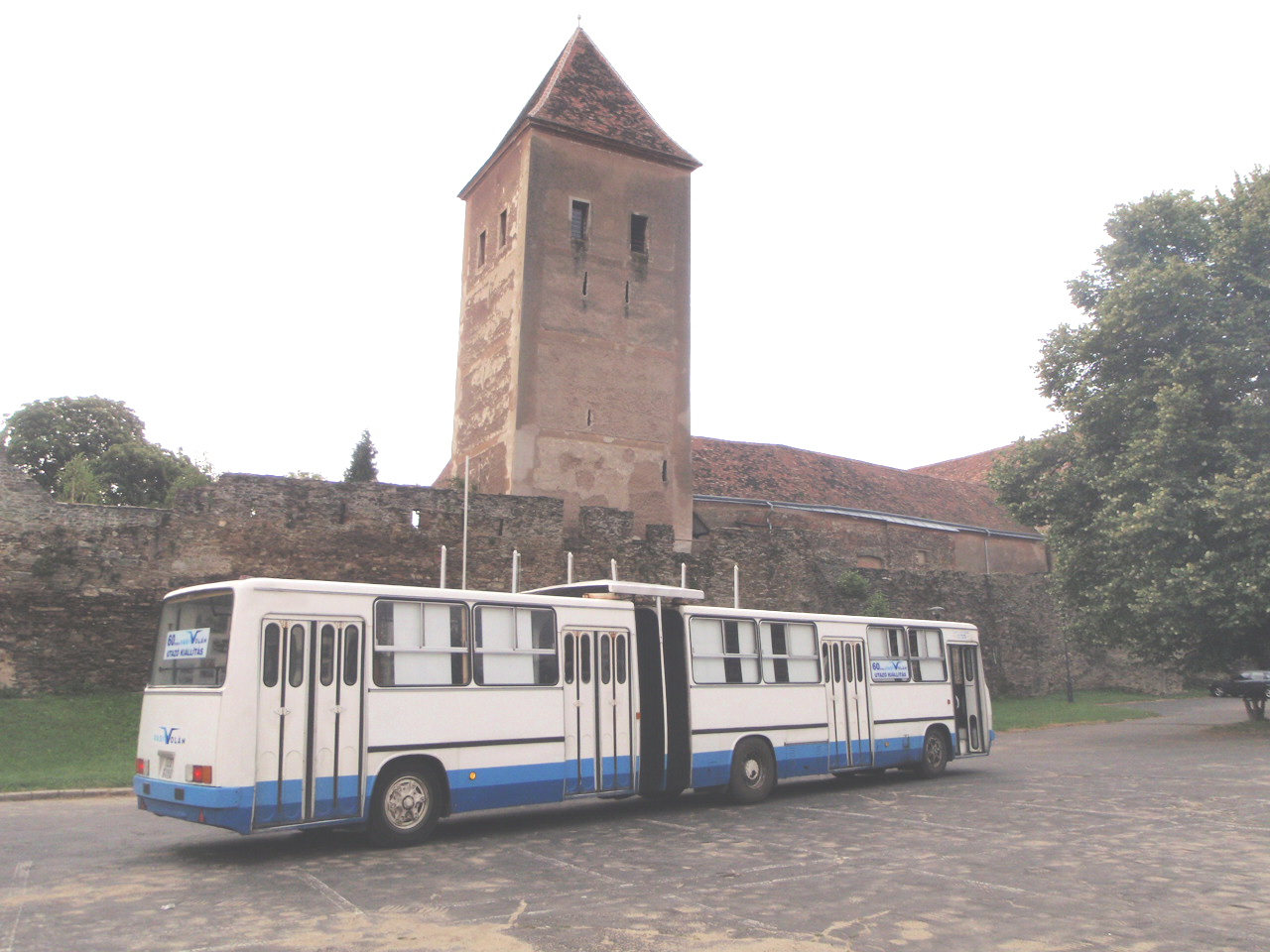
Kőszeg, 60 éves a Vasi Volán – vándorkiállítás

- Körmenden 2012-ben átadták a város új autóbusz-állomását, mely közvetlenül a vasútállomás mellett került kialakításra, kiváltva ezzel az 1969-ben átadott Kossuth utcai autóbusz-állomást.[forrás?]

## Tevékenységi köre
A társaság alapvető tevékenységi körébe a menetrend szerinti helyi, helyközi és távolsági személyszállítás tartozik. Emellett szerződéses és különjárati jellegű szolgáltatást is végez.
Működési területünk Vas megye, amelyben a megyék közül a legnagyobb az aprófalvak aránya (84,3%).
A tömegközlekedés szempontjából kedvezőtlen a csak betéréssel elérhető ún. "zsáktelepülések" magas száma is, amelyeknek az elérhetősége – a hiányzó humán infrastruktúra miatt – csak autóbusszal történhet.
A megye 215 települését összekötő állami úthálózat hossza 1.504 km, amelyből 1.202 km-en, a hálózat 80%-án közlekednek autóbuszaik.
Évente 13,4 millió km-t teljesítve, 26,2 millió utast szállít.
219 autóbusszal 127 helyközi és 43 helyi autóbuszvonalon évente 430 ezer helyközi és 290 ezer helyijáratot indít.
Nemzetközi menetrend szerinti járatokat Ausztriába Feldbach, Felsőpulya, Felsőőr, Bécs közlekedtet.
A belföldi távolsági járatok Szombathelyt Budapesttel és a Dunántúl nagyvárosaival, valamint Szegeddel kapcsolják össze, megteremtve ezzel a kényelmes, átszállás nélküli utazás lehetőségét.
A helyi önkormányzatokkal, mint megrendelőkkel kötött megállapodások alapján végezik a helyi közösségi személyszállítást Bükön, Körmenden, Kőszegen, Sárváron és Szombathelyen.
Működési területén a gazdasági társaságokkal kötött szerződések alapján végezzük a munkavállalók szállítását.

## Járműpark
A Vasi Volán 160 helyközi, 26 távolsági, valamint 36 helyi (Szombathely helyi közlekedését bonyolító) autóbusszal rendelkezik.

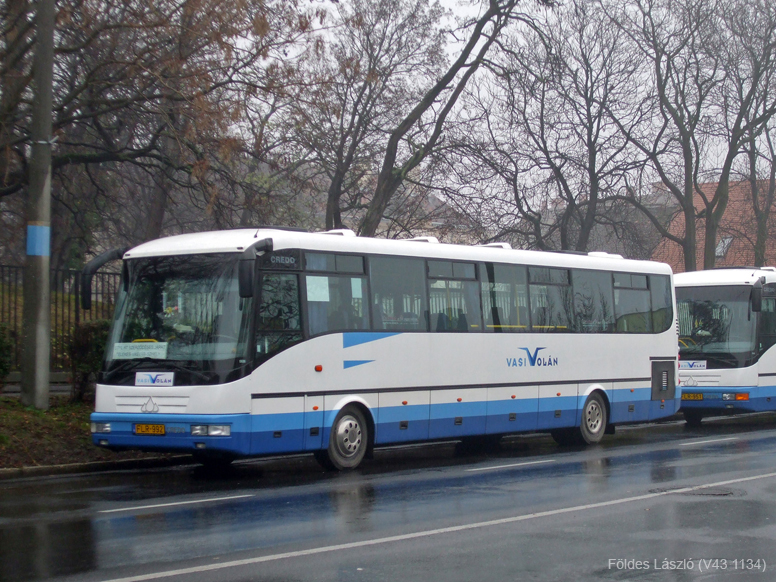
A Vasi Volán egyik Credo EC12-es típusú autóbusza

### Helyközi buszok
- 7 Ikarus 280 csuklósbusz (1979., 1986., 1988-1989.)
- 5 Rába Contact 292 csuklósbusz (1999., 2001.)
- 16 Ikarus 260 szólóbusz (1977-1979., 1987-1990., 1993.)
- 11 Ikarus 256 szólóbusz (1984., 1986-1987., 1990.)
- 10 Ikarus 266 szólóbusz (1986-1987., 1989-1990)
- 1 Ikarus 250 szólóbusz (1987.)
- 5 Ikarus 263 szólóbusz (1989-1990., 1998.)
- 6 Ikarus 415 szólóbusz (1994.)
- 7 Gräf & Stift GS ÜH 352 szólóbusz (1997.)
- 2 MAN SL222 szólóbusz (1998-1999.)
- 2 MAN SL262 szólóbusz (1999.)
- 4 Ikarus C56 szólóbusz (1999-2000.)
- 1 Rába Contact 102 szólóbusz (2000.)
- 2 Credo IC 9,5 szólóbusz (2000., 2002.)
- 10 MAN SL263 szólóbusz (2001.)
- 3 Credo IC 11 szólóbusz (2001-2002.)
- 16 MAN SL283 szólóbusz (2001., 2003-2005.)
- 2 Credo EC 11 szólóbusz (2004.)
- 10 MAN SÜ313 szólóbusz (2005-2006.)
- 1 Karosa C956 szólóbusz (2006.)
- 36 Credo EC 12 szólóbusz (2006-2008.)
- 2 Volvo Alfa Regio B12B szólóbusz (2007.)
- 1 Volkswagen LT46 mikrobusz (2001.)

### Távolsági buszok
- 1 MAN FRH362 (1986.)
- 8 Ikarus EAG 395 (1994-1996.)
- 11 Ikarus EAG E95 (1997-2000.)
- 1 Ikarus EAG E98 HD (1998.)
- 1 Credo LC 9,5 (2001.)
- 1 MAN Lion´s Coach (2003.)
- 1 MAN RHC464L Lion´s Top Coach (2003.)
- 2 Credo LH 12 (2010.)

## Helyi közlekedés
A helyi közlekedést a Vasi Volán Vas megye 3 városában látta el, Szombathely kivételével a helyközi járműparkkal.

### Körmend
Körmenden az ÉNyKK Zrt. 5, munkanapokon, csúcsidőben közlekedő körjáratot közlekedtet, melyeket a helyközi járműparkkal látnak el.
| 1  | Autóbusz-állomás – Horvátnádalja – Autóbusz-állomás                  |
| 1A | Autóbusz-állomás – Felsőberkifalu – Autóbusz-állomás                 |
| 1B | Autóbusz-állomás – Felsőberkifalu – Horvátnádalja – Autóbusz-állomás |
| 2  | Autóbusz-állomás – Bartók lakótelep – Temető – Autóbusz-állomás      |
| 2A | Autóbusz-állomás – Temető – Bartók lakótelep – Autóbusz-állomás      |

Menetjegy: 210,-Ft
Összvonalas névre szóló bérletjegy: havi 6.060,-Ft
félhavi 4.050,-Ft
Nyugdíjas havi bérletjegy 1.990,-Ft
Tanuló havi bérletjegy 1.990,-Ft

### Sárvár
Sárváron az ÉNyKK Zrt. 2, munkanapokon, csúcsidőben közlekedő járatot közlekedtet, melyeket a helyközi járműparkkal látnak el.
| 1  | Autóbusz-állomás – Termálfürdő |
| 1A | Autóbusz-állomás – Termálfürdő |

Menetjegy: -230,-Ft
Arcképes igazolványhoz nem kötött összvonalas havi bérletjegy 18.980,-Ft
Névre szóló öv. komb. havi: 8.230,-Ft
Tanuló havi bérletjegy 2.040,-Ft
Névre szóló T-NY. komb. havi: 2.670,-Ft
Nyugdíjas havi bérletjegy 2.040,-Ft

## Megszűnt hálózatok
- Kőszeg
- Bük

## Külső hivatkozások
- Vasi Volán Zrt.